# Jimmy Durante
James Francis “Jimmy” Durante (10 de febrero de 1893 - 29 de enero de 1980) fue un actor, cantante, pianista y humorista estadounidense, que llegó a ser una de las personalidades más populares y familiares entre las décadas de 1920 y 1970. Uno de sus rasgos distintivos fue su gran nariz, y sus continuos chistes sobre la misma le valieron el mote de "Schnozzola". 

## Inicios
Durante nació en Brooklyn, Nueva York, en el seno de una familia de ascendencia italiana. Era el tercero de los cuatro hijos de Mitch Durante (1855-1929) y Margaret Durante (1858-1936). Producto de la clase trabajadora neoyorquina, Durante abandonó la escuela en octavo grado a fin de hacerse pianista de ragtime, trabajando en el circuito de la ciudad y ganándose el apodo de "Ragtime Jimmy," Después se unió a una de las primeras apreciables bandas de jazz de Nueva York, la Original New Orleans Jazz Band. Durante fue el único miembro del grupo que no procedía de Nueva Orleans. En 1920 el grupo fue llamado la Jimmy Durante's Jazz Band.
Durante se convirtió en una estrella del vodevil y en una atracción radiofónica a mediados de los años veinte, con un trío musical y humorístico llamado Clayton, Jackson and Durante. Lou Clayton y Eddie Jackson, probablemente los mejores amigos de Durante, a menudo se volvieron a juntar profesionalmente con él. En 1934 consiguió un éxito con su composición Inka Dinka Doo, que se convirtió en su tonada personal para el resto de su vida. Un año más tarde Durante protagonizó el musical de Billy Rose Jumbo.
Sobre esa misma época empezó a actuar en el cine, al principio con una serie de comedias que le emparejaron con la leyenda del cine mudo Buster Keaton, continuando más adelante con títulos tales como The Wet Parade (1932), The Man Who Came to Dinner (1942, interpretando a Banjo, un personaje basado en Harpo Marx), Ziegfeld Follies (1946), Billy Rose's Jumbo (1962, basada en el musical de 1935) y El mundo está loco, loco, loco (1963). En 1966 participa en el especial para televisión titulado Alice Through the Looking Glass dirigida por Alan Handley y en donde él tiene una muy breve intervención interpretando al personaje de "Humpty Dumpty".

## Radio

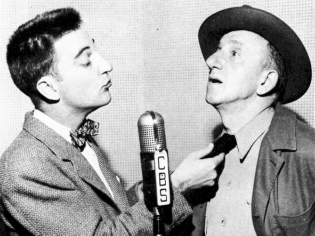
Jimmy Durante junto a Garry Moore en su programa de radio "The Durante-Moore Show" (1943-1947)

El 10 de septiembre de 1933 Durante actuó en el popular programa de Eddie Cantor llamado The Chase and Sanborn Hour, siguiendo hasta el 12 de noviembre de ese año. Cuando Cantor dejó el programa, Durante pasó a ser su estrella desde el 22 de abril hasta el 30 de septiembre de 1934, pasando después al programa The Jumbo Fire Chief Program (1935-36).
Se alió con Garry Moore para hacer The Durante-Moore Show en 1943. La química de Durante con el joven Moore consiguió elevar aún más su audiencia. La pareja se convirtió en una de las favoritas de la nación durante el resto de la década. Moore abandonó el programa a mediados de 1947, y el show volvió el 1 de octubre de 1947 con el nombre de The Jimmy Durante Show. Durante trabajó en la radio otros tres años tras la marcha de, incluyendo una reunión de Clayton, Jackson and Durante en su emisión del 21 de abril de 1948. 

## Televisión
Durante debutó en televisión el 1 de noviembre de 1950, aunque mantuvo su presencia en la radio como uno de los frecuentes invitados en el show de Tallulah Bankhead The Big Show, programa de la NBC. Durante fue uno de los integrantes del reparto en el día del estreno del programa, el 5 de noviembre de 1950. El resto del reparto incluía al humorista Fred Allen, los cantantes Mindy Carson y Frankie Laine, la artista Ethel Merman, los actores José Ferrer y Paul Lukas, y el cantante y humorista Danny Thomas.
A partir de los primeros años cincuenta, Durante se unió al cantante Sonny King, una colaboración que continuaría hasta el fallecimiento de Durante. 
El 4 de agosto de 1955, The Jimmy Durante Show fue testigo de la última actuación de la famosa cantante brasileña Carmen Miranda. Al día siguiente Miranda falleció en su domicilio a causa de un fallo cardiaco.

## Matrimonios
Su primer matrimonio fue con Jeanne Olsen, con la que se casó el 19 de junio de 1921. Permanecieron casados hasta la muerte de ella en el Día de San Valentín de 1943. 
Con su segunda esposa, Marjorie Little, se casó en el día de Navidad de 1960. Ambos habían sido amigos durante 16 años, tras conocerse en el club Copacabana, en el cual ella trabajaba. La pareja adoptó una niña, Cecelia Alicia.

## Trabajo benéfico
Jimmy trabajó durante varios años para la fundación Fraternal Order of Eagles, destinada a la captación de fondos destinados a niños minusválidos o víctimas de abusos. Las diferentes actuaciones que hizo para la organización fueron gratuitas, por lo cual Fraternal Order of Eagles decidió en su honor cambiar el nombre de su Children's Fund por el de Jimmy Durante Children's Fund.

## Últimos años

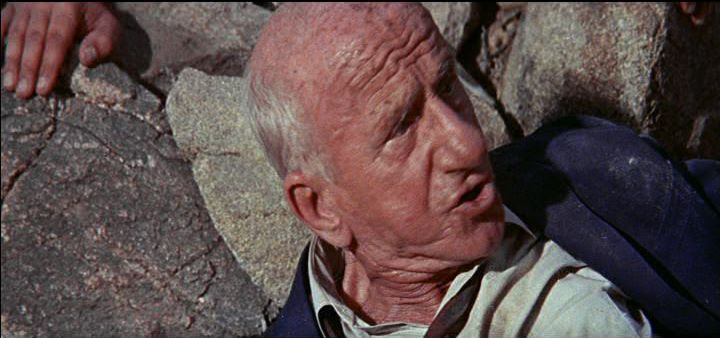
Durante en El mundo está loco, loco, loco

Durante continuó actuando para el cine con El mundo está loco, loco, loco (1963) y para la televisión en los primeros años setenta. Narró el especial navideño Frosty the Snowman (1969), repuesto desde entonces en numerosas ocasiones. Entre su trabajo televisivo figura una serie de anuncios para los cereales Kellogg's a mediados de la década de 1960. Una de sus últimas interpretaciones fue en 1973 para un anuncio del Volkswagen Beetle.
En 1963 Durante grabó un álbum de música pop, September Song. El disco tuvo buenas ventas y logró el resurgir de Durante ante una nueva generación, casi tres décadas después. Su interpretación del tema "As Time Goes By" acompañó a los títulos de crédito iniciales de la comedia romántica Sleepless in Seattle, mientras que su versión de "Make Someone Happy" se oía con los créditos finales. 
Además de estas actividades, escribió el prólogo para un libro de humor titulado Cockeyed Americana, recopilado por Dick Hyman. 
Durante sufrió un accidente cerebrovascular en 1972, quedando confinado en una silla de ruedas los últimos años de su vida. Falleció a causa de una neumonía en Santa Mónica (California) el 29 de enero de 1980, a los 86 años de edad. Fue enterrado en el cementerio Holy Cross  de Culver City.

## Cultura Popular
En la película Mi novia es una extraterrestre, el protagonista interpretado por Dan Akroyd es un declarado fan suyo y conserva su sombrero. Además, hay otras múltiples referencias a lo largo de la película. En la escena poscréditos, aparece el propio Durante cerrando la película.

## Filmografía (selección)
- Get-Rich-Quick Wallingford (1921)
- Roadhouse Nights (1930)
- The New Adventures of Get-Rich Quick Wallingford (1931)
- The Cuban Love Song (1931)
- Jackie Cooper's Birthday Party (1931) (corto)
- The Christmas Party (1931) (corto)
- Hollywood on Parade: Down Memory Lane (1932) (corto)
- The Wet Parade (1932)
- Hollywood on Parade (1932) (corto)
- Speak Easily (1932)
- Blondie of the Follies (1932)
- The Phantom President (1932)
- Give a Man a Job (1933) (corto)
- What! No Beer? (1933)
- Hollywood on Parade No. 9 (1933) (corto)
- Hell Below (1933)
- Broadway to Hollywood (1933)
- Meet the Baron (1933)
- Palooka (1934)
- George White's Scandals (1934)
- Strictly Dynamite (1934)
- Hollywood Party (1934)
- Student Tour (1934)
- Carnival (1935)
- Land Without Music (1936)
- Start Cheering (1938)
- Sally, Irene and Mary (1938)
- Little Miss Broadway (1938)
- Melody Ranch (1940)
- You're in the Army Now (1941)
- The Man Who Came to Dinner (1942)
- Two Girls and a Sailor (1944)
- Music for Millions (1944)
- Two Sisters from Boston (1946)
- It Happened in Brooklyn (1947)
- This Time for Keeps (1947)
- On an Island with You (1948)
- The Great Rupert (1950)
- The Milkman (1950)
- Screen Snapshots: Hollywood Premiere (1955) (corto)
- The Heart of Show Business (1957) (corto)
- Beau James (1957) (Cameo)
- Pepe (1960) (Cameo)
- The Last Judgment (Il Giudizio universale 1961)
- Billy Rose's Jumbo (1962)
- El mundo está loco, loco, loco (1963)
- Alice Through the Looking Glass (1966)
- Just One More Time (1974) (corto)